# Peixe-soldado-de-bochecha-afiada
O peixe-soldado-de-bochecha-afiada (Pristilepis oligolepis), é uma espécie de peixe da família Holocentridae, é única espécie conhecida do gênero Pristilepis. Este peixe é nativo dos Oceanos Índico e Pacífico.

## Taxonomia

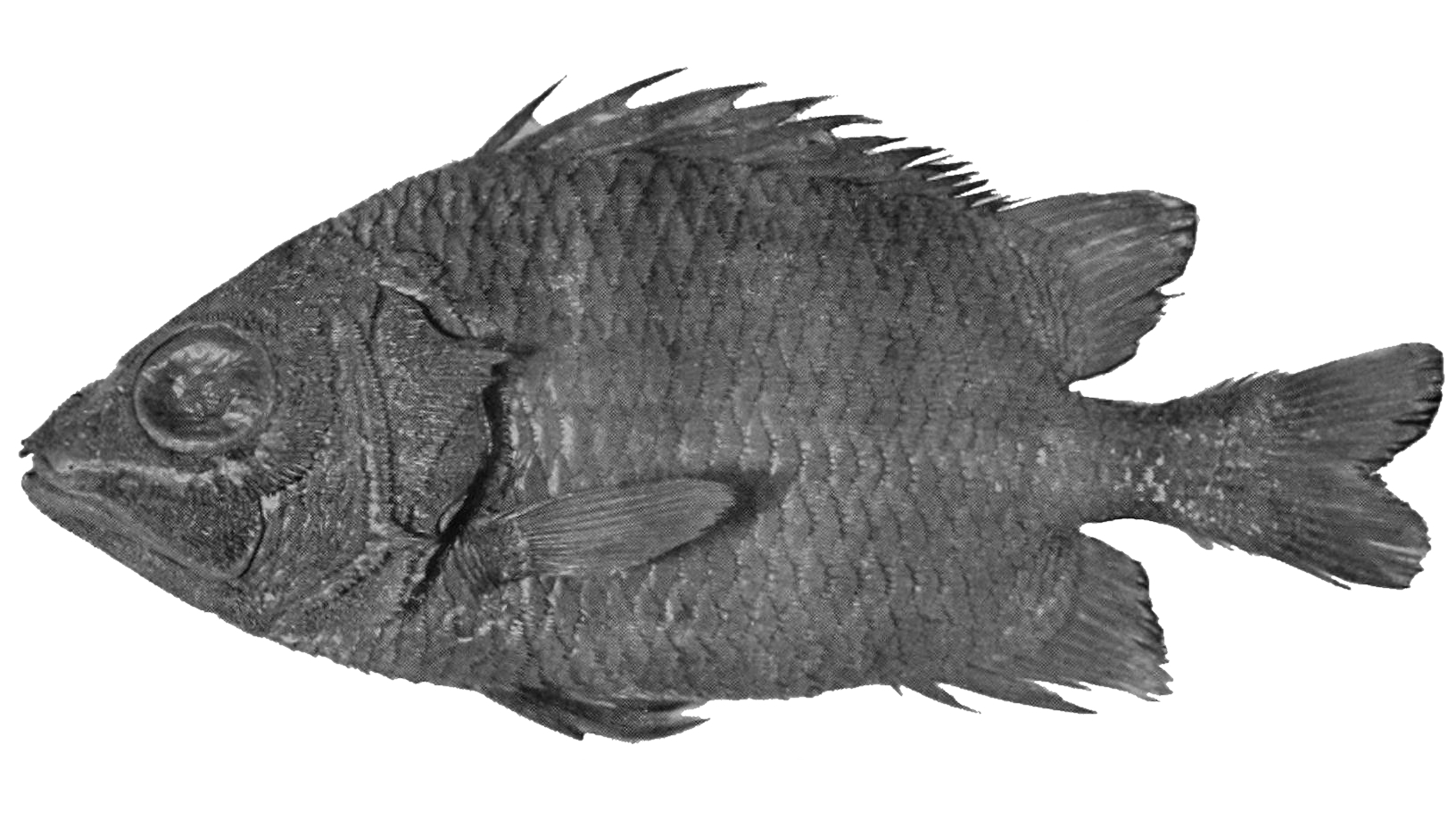
Holótipo capturado na Austrália.

Foi descrito em 1941, pelo ictiologista australiano Gilbert Percy Whitley (Whitley). A etimologia de "Pristilepis" vem do grego pristis, que significa serra, e lepis, de escama, que refere-se a sua bochecha afiada. Oligolepis vem do grego oligo, que significa pouco, e lepis, escama, fazendo referência a seu corpo, que possui poucas escamas em comparação aos outros membros da família Holocentridae.

## Aparência
Um peixe pequeno com corpo oval e coloração vermelha viva, que pode chegar a medir 30 cm. Possui espinhos nas bochechas e um corpo com poucas escamas e listras brancas. Possui no total 12 espinhos dorsais, de 14 a 15 espinhos dorsais moles, 4 espinhos anais e de 11 a 12 espinhos anais moles.

## Biologia
Grande parte de sua biologia é desconhecida. São espécies noturnas, de recifes mesofóticos profundos, costumam viver em cavernas ou em fendas das rochas.

## Distribuição
São nativos de Reunião e Austrália Ocidental, Oceano índico, mas sendo encontrados com mais abundancia no Oceano Pacífico, do Japão a Ilha de Lord Howe, Havaí, Kermadec e Rapa Nui (Ilha de Páscoa).

## Usos humanos
No Japão, são capturados para fins de aquários ornamentais.